# Gazoduc Qatar-Turquie
Le projet de gazoduc Qatar-Turquie est un projet lancé en 2000 qui permet de rallier la production qatarienne d’hydrocarbures au marché européen en passant par la Turquie. Mais ce projet est arrêté en 2009 à cause des différentes tensions alimentant la région moyen-orientale. Si le projet Qatar-Turquie et plus généralement les enjeux énergétiques ne sont pas directement responsables des différents conflits qui secouent le Moyen-Orient aujourd’hui, ils en sont cependant des catalyseurs importants et contribuent à amplifier les frictions entre les Etats moyen-orientaux,.

## Description

### Contexte politique et économique
Le Moyen-Orient concentre la moitié des ressources mondiales en hydrocarbures. L’exploitation modérée de ces ressources peut être expliquée par une volonté de l’OPEP de contrôler les prix du marché. Mais elle peut aussi être expliquée par le contexte spécifique de la région moyen-orientale. Malgré la création de l’OPEP, les États moyen-orientaux continuent en effet de mettre en œuvre des politiques énergétiques totalement indépendantes les unes des autres. La conséquence directe de ces politiques individuelles est l’absence de gazoducs transnationaux.

### Tracé du projet
Lancé dès 2000, le projet de gazoduc Qatar-Turquie compte acheminer les hydrocarbures depuis le champ gazier irano-qatarien North Dome (South Pars), jusqu’en Turquie où il sera rattaché au gazoduc de Nabucco, lui aussi en projet, afin d’approvisionner le marché européen. Deux tracés sont dessinés. Le premier transite par l’Arabie saoudite, la Jordanie, la Syrie avant d’arriver en Turquie. Le second évite la Syrie et passe par l’Irak et le Koweït. Le premier trajet est abandonné en 2009 car la Syrie refuse de signer l’accord pour permettre au gazoduc de traverser son territoire pour protéger les intérêts de son allié russe. Par la suite, la guerre civile syrienne a empêché tout projet de gazoduc de se développer.

## Analyse

### Projet en compétition avec l’Islamic pipeline
Le projet de gazoduc Qatar-Turquie est en concurrence directe avec un autre projet de gazoduc ayant pour but lui aussi de rallier le marché européen. Il s’agit du projet de gazoduc Iran-Irak-Syrie. L’Iran, qui dispose de larges ressources gazières dans le détroit d’Ormuz, n’est pas rattaché au marché européen. Pour y remédier, l’Etat perse envisage en 2011 un projet de gazoduc passant par l’Irak et la Syrie avant de rejoindre le marché européen. Ce projet de gazoduc Iran-Irak-Syrie est surnommé « le gazoduc islamique ». Mais la même année le Printemps arabe débute et la guerre en Syrie éclate. Ces évènements mettent un coup d’arrêt aux projets tant iraniens que qatari.

### Influence russe
L’Europe et les États-Unis estiment que le projet serait bénéfique pour l’économie énergétique dans la mesure où l’établissement d’une concurrence entre les hydrocarbures qatariens et russes contribuerait à rendre compétitifs les tarifs pratiqués. La Russie considère pour sa part dès le départ que les projets de gazoducs moyen-orientaux sont un danger pour ses propres intérêts économiques et énergétiques en Europe. La Syrie refuse alors le passage du gazoduc par son territoire, estimant que cela portait atteinte aux intérêts de son allié russe. Ce projet de gazoduc Qatar-Turquie met d’autant plus en danger la Russie qu’elle développe parallèlement un projet de gazoduc paneuropéen baptisé South Stream puis Turkish Stream.